# Australopithecus bahrelghazali
Australopithecus bahrelghazali es una especie extinta de hominino cuyos fósiles fueron hallados en Chad, en el desierto de Djourab, valle de Bahr el Ghazal («río de las gacelas») a 45 kilómetros al este de Koro Toro. El hallazgo estuvo a cargo del equipo franco-chadiano dirigido por el paleoantropólogo Michel Brunet.
Son la primera evidencia de fósiles de homíninos al oeste del valle del Rift. Tal situación plantea problemas con la hipótesis de la East Side Story, según la cual los primeros homínidos bípedos habrían aparecido y evolucionado al este de dicho valle. Se considera que representa una línea de Australopithecus distinta de la que evolucionó hacia Homo.

## Restos fósiles

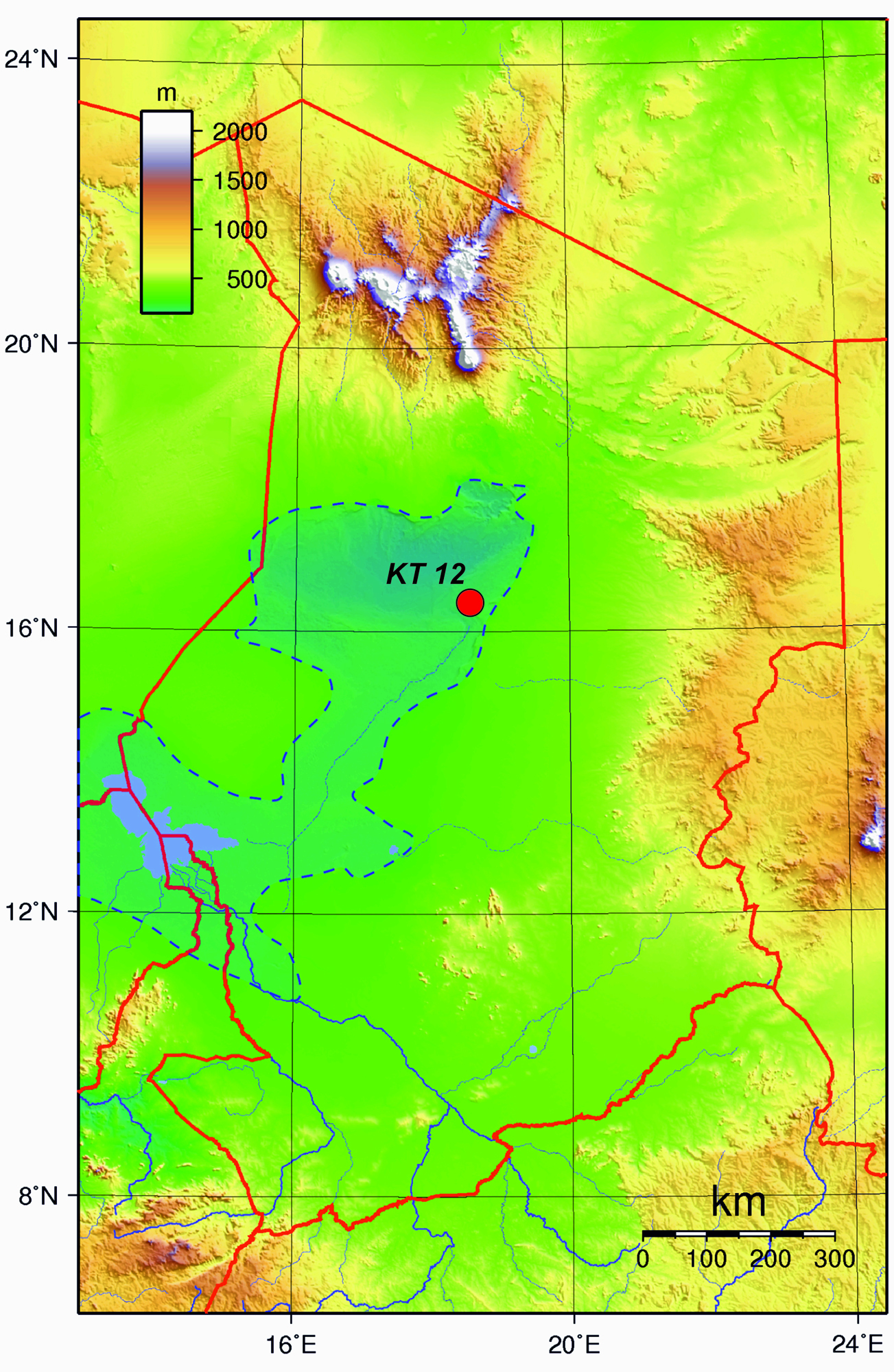
Ubicación de Koro Toro 12 y traza de la máxima extensión del antiguo lago.

De Australopithecus bahrelghazali se conocen cuatro restos fósiles, encontrados en tres yacimientos de la región de Koro Toro próximos entre sí, y ubicados en la base de la misma unidad arenosa correspondiente a sedimentos de una antigua playa lacustre.

### Koro Toro 12 (KT 12)
- Una mandíbula que conserva siete dientes (KT12-H1), encontrada el 23 de enero de 1995,[2][3] La mandíbula fue apodada Abel, en homenaje al geólogo de Poitiers, Abel Brillanceau, que murió en Camerún en 1989.
- Un premolar superior de otro individuo (KT12-H2), encontrado en enero de 1996.

El yacimiento ha sido datado en 3,58 ± 0,27 millones de años de antigüedad.Sin embargo, la mandíbula se encontró en depósitos resultantes de la erosión pluvial, cuyo sitio había sido barrido varias veces desde 1995 antes de que se recolectaran los sedimentos. Y, además, el método parece afectado por un sesgo de razonamiento circular, ya que es la edad biocronológica de los fósiles encontrados en las proximidades la que se utilizó para calibrar los dispositivos

### Koro Toro 13 (KT 13)
- Un fragmento de maxilar izquierdo (KT13-96-H1) encontrado el 16 de enero de 1996.[7]

### Koro Toro 40 (KT 40)
- Un fragmento mandibular con dos dientes, encontrado el 18 de julio de 2000.[8]